# تيرينس ر. ديك
تيرينس ر. ديك هو ضابط فيتنامي، ولد في 22 يوليو 1944 في أوماها في الولايات المتحدة.